# 圣日耳曼迪克里尤
圣日耳曼迪克里尤（法語：Saint-Germain-du-Crioult，法語發音：[sɛ̃ ʒɛʁmɛ̃ dy kʁiju] ⓘ）是法国卡尔瓦多斯省的一个旧市镇，属于维尔区。2016年，圣日耳曼迪克里尤与临近的4个市镇合并为新市镇诺曼底地区孔代。

## 地理
圣日耳曼迪克里尤（48°51'25"N, 0°36'19"W）面积14.64 平方千米，位于法国诺曼底大区卡爾瓦多斯省，该省份为法国西北部沿海省份，北濒大西洋英吉利海峡，东北与滨海塞纳省以海上边界相接，东临厄尔省，南至奧恩省，西与芒什省接壤。
与圣日耳曼迪克里尤接壤的市镇（或旧市镇、城区）包括：拉沙佩勒昂热尔博、努瓦罗河畔孔代、蓬泰库朗、普鲁西、瓦西、卡利尼、蒙西、努瓦罗河畔蒙蒂伊、诺曼底地区孔代、瓦尔达利耶尔。

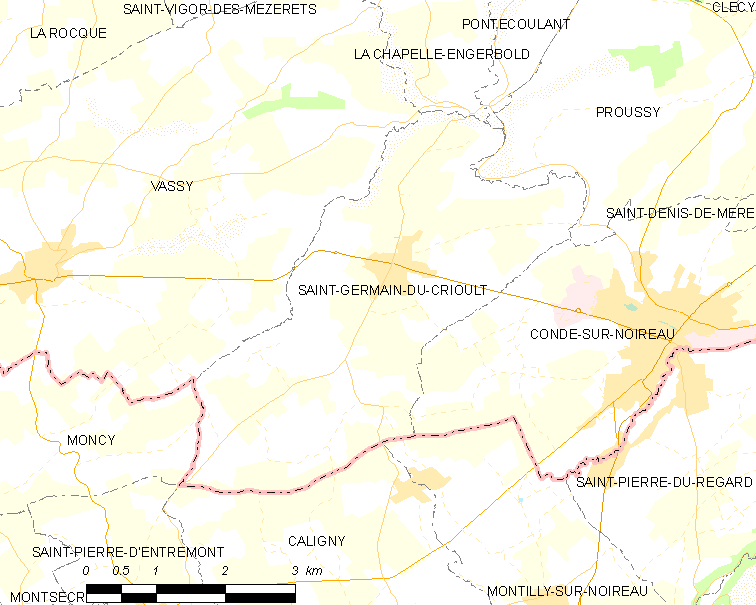
圣日耳曼迪克里尤的OSM定位图

圣日耳曼迪克里尤的时区为UTC+01:00、UTC+02:00（夏令时）。

## 行政
圣日耳曼迪克里尤的邮政编码为14110，INSEE市镇编码为14585。

## 政治
圣日耳曼迪克里尤所属的省级选区为诺曼底地区孔代县。

## 人口

1962-2008年间圣日耳曼迪克里尤人口变化图示

圣日耳曼迪克里尤于2018年1月1日时的人口数量为959人。